# Giorgio Blais
Pour les articles homonymes, voir Blais.
Giorgio Blais, né le 14 avril 1935 à Turin, est un général des Forces armées italiennes, devenu célèbre pour avoir traversé en solitaire à pied l'Italie, du Piémont à la Sicile, durant l'été 2000. Parti le 16 juin du sommet du Rochemelon, après un parcours de 1700 kilomètres, il arrive le 5 août sur les flancs de l'Etna,.
Le but de cette entreprise, qu'il définit comme « mon imprudente marche à travers l'Italie », était d'amener un message « de fraternité et d'italianité » dans les 42 villes étapes. Tout au long de sa « promenade », la presse et les télévisions locales se faisaient l'écho de ce marathon hors normes.
Pour cet exploit, le président de la République italienne Carlo Azeglio Ciampi lui a décerné la décoration de grand officier le 27 décembre 2003.

## Biographie
Au cours de sa carrière, il sert dans les brigades Taurinense, Cadore, Orobica, Julia, au commandement du IV corps d'armée alpin ainsi que dans les organes centraux à Rome. Il est titulaire d'un brevet de para et d'un brevet de pilote civil de 2e degré. Il a œuvré environ 9 ans dans les missions internationales aux Balkans, domaine duquel il est un spécialiste. Il est un expert en droit international humanitaire. Il a été durant 4 ans, directeur des études militaires à l'Institut international de droit humanitaire (1994-1998) et durant 8 ans, vice-président du même institut (1999-2007). Entre 2011 et 2014, il dirige les cours de droits humains et droit international pour les fonctionnaires gouvernementaux irakiens et kurdes à Bagdad et Erbil (programme sponsorisé par le ministère des Affaires étrangères italien).
Il est un spécialiste de l'histoire de la maison de Savoie et, le 15 décembre 2018, lors de la commémoration de l'inhumation des dépouilles mortelles du roi Victor-Emmanuel III et de la reine Hélène d'Italie dans le sanctuaire de Vicoforte, il en a tracé l'histoire millénaire.
Les 25 ans de sa promenade ont  été remémorés par l'hebdomadaire La Valsusa qui lui a consacré une page entière.

## Distinctions
- Commandeur de l'ordre du Mérite de la République italienne le 27 décembre 1986[6].
- Grand officier de l'ordre du Mérite de la République italienne le 27 décembre 2003[7].